# Parafia św. Mikołaja i św. Franciszka Ksawerego w Otmuchowie
Parafia Świętego Mikołaja i św. Franciszka Ksawerego w Otmuchowie – rzymskokatolicka parafia znajdująca się w dekanacie Otmuchów diecezji opolskiej. 

## Historia parafii
Parafia została założona w 1235. Należą do niej: miasto Otmuchów (w granicach sprzed 2018), a także włączone w 2018 Śliwice i Nieradowice, przysiółki Frydrychów, Zwierzyniec. Jej proboszczem jest ks. prałat Eugeniusz Magierowski. 
Kościół św. Mikołaja i św. Franciszka Ksawerego w Otmuchowie wybudowany w stylu barokowym w latach 1690–1693. Konsekrowany w 1701.  Wystrój wnętrza barokowy, pochodzi z przełomu XVII i XVIII wieku. Polichromia autorstwa nadwornego malarza króla Jana III Sobieskiego – Karola Dankwarta, z około 1694. W świątyni znajduje się też kilka obrazów Michaela Willmanna, nazywanego śląskim Rembrandtem. Kościół mieści się przy Placu Jana Pawła II 1, frontem zwrócony do Rynku.